# Beata Poznjak
Beata Poznjak Danijels (polj. Beata Poźniak Daniels; Gdanjsk, 30. april 1960) poljska je glumica, umetnik-reditelj i aktivista za ljudska prava žena.

## Glumica
Glumu je diplomirala je na prestižnoj filmskoj školi u Lođu, gde je na 21. rođendan dobila je magistarsku diplomu u oblasti umetnosti, sa najvišim ocenama. Ubrzo nakon toga, seli se u SAD gde se proslavila kao svestrana glumica, kako na filmu tako i na televiziji. Nakon uspešne uloge Marine Osvald u filmu JFK rediteja Olivera Stouna, koja joj je donela svetsku slavu, Beata nastavlja da radi sa Džordža Lukasa na filmu Hronika Mladog Indiana Džonsa, te na čuvenoj americkoj TV seriji Melrouz Plejs (gde igra Dr. Katju Petrov Fielding), Lud za Tobom sa Helen Hant (kao umetnica Maša) i na Babilon( igra prvog ženskog predsednika Sveta). To sve je dovelo i do skorašnjeg tumačenja snažnog karaktera Katarine Velike u bestseleru " Zimski dvorac: roman Katarine Velike " za Random House, gde je takođe zvučno oživela 78 različitih karaktera.

## Umetnik
Kroz dugogodišnju posvećenost svojoj umetnosti, Beate istražuje ulogu žena u društvu, kombinujući tradiciju pozorišne simbolike i sa nadahnućem nadrealizma. U svom opusu Poznjakova često istražuje šta je to biti žena u današnjem svetu, u kontekstu ženskih prava, socijalne pravde i tumačenja istorije iz jedinstvene ženske perspektive. U 2014. je bila izabrana da bude deo izložbu "Umetnost & Demokratije" koja se odigrala u renomiranoj Bergamovoj Stanici u Los Anđelesu gde je saradjivala sa gospođom Liu Ksia, suprugom dobitnika Nobelove nagrade, gospodina Ksiaoboa.

## Internacionalni Aktivista za Ljudska prava Žena
U 1994. Beata je uspešno predvodila inicijativu za uvođenje prvog zakona u istoriji američkog Kongresa kojim se formalno priznaje Međunarodni dan žena u Sjedinjenim Američkom Državama (Hitlerjugend Res. 316) i time dala veliki značaj i doprinos pokretu za poštovanje ženskih prava šorom sveta.

## Žiranje I Dodele Nagrada I Priznanja
Beata je kao član, često učestvovala u aktivnostima Televizijske Akademije u SAD, kao sudija za dodelu nagrada Primetime Emmi, a bila je i seleberti prezentor na dodeli nagrad "Independent Spirit Avards" u Santa Monici, zajedno sa Džodi Fostar, Bred Pit, Džono Dep i Entoni Hopkins, itd. Ona je takođe predstavila Priznanje za glumicu Odri Hepberi, koje joj je dodeljeno posthumno na Filmskom Festivalu o Ljudskim Pravima, podržan od strane Ujedinjenih Nacija.

## Filmografija (izbor)
- 2014 -{"People on the Bridge"
- 2010	"The Officer's Wife"
- 2010	"Ojciec Mateusz"
- 2009	"On Profiles in Courage"
- 2007	"Zlotopolscy"
- 2006	"Miriam"
- 2006	"Cyxork 7"
- 2004	"Freedom from Despair"
- 2002	"The Drew Carey Show"
- 2002	"Philly"
- 2002	"Mnemosyne"
- 2001	"Family Law"
- 2001	"Mixed Signals"
- 1999	"Enemy Action"
- 1999	"Klasa na obcasach"
- 1998	"Women's Day: The Making of a Bill"
- 1997	"Pensacola: Wings of Gold"}-
- 1997	"Babilon"
- 1997	-{"Dark Skies"
- 1997	"JAG"
- 1995	"War & Love" aka "Heaven's Tears"
- 1995	"A Mother's Gift"
- 1994	"Psychic Detective"	}-
- 1993	"Melrouz Plejs"
- 1993	-{"Wild Palms"
- 1993	"The Young Indiana Jones Chronicles”
- 1993	"Mad About You"
- 1993	"Ramona"
- 1992	"At Night the Sun Shines"
- 1991	"Ferdydurke"
- 1991	"JFK"
- 1989	"Stan wewnetrzny"
- 1989	"White in Bad Light"
- 1987	"Vie en images"
- 1986	"A Chronicle of Amorous Accidents"
- 1985	"Hamlet in the Middle of Nowhere"
- 1985	"Rozrywka po staropolsku"
- 1984	"I Died to Live"
- 1984	"Deszcz"
- 1983	"Krolowa Sniegu"
- 1983	"Lucky Edge" aka "Szczesliwy Brzeg"
- 1982	"Klamczucha"
- 1981	"Man of Iron"
- 1981	"Zycie Kamila Kuranta"
- 1979	"The Tin Drum’

}-

## Audioknjige
- 2014: "Empress of the Night: A Novel of Catherine the Great", published by Random House
- 2012: "The Winter Palace: A Novel of Catherine the Great", published by Random House
- http://www.booksontape.com/narrator/?id=156649

## Spoljašnje veze
- Beata Poznjak на веб-сајту  (језик: енглески)
- Званични веб-сајт
- Beata Pozniak's Zamadunga Miedfara Page Miedfara.com/pages/Beata-Pozniak/165141746848437?v=wall[мртва веза]
- Beata Pozniak Activist  Архивирано на веб-сајту  (17. јануар 2014)
- Polish website
- Taking the Banner for Women Everywhere, LA Times